# أنطونيو بونس
أنطونيو بونس (بالإسبانية: Antonio Pons)‏ (و. 1897 – 1980 م) هو سياسي من الإكوادور ولد في غواياكيل.